# Balldren
Balldren è una frazione del comune di Alessio in Albania (prefettura di Alessio).
Fino alla riforma amministrativa del 2015 era comune autonomo, dopo la riforma è stato accorpato, insieme agli ex-comuni di Blinisht, Dajç, Kallmet, Kolsh, Shëngjin, Shënkoll, Ungrej e Zejmen a costituire la municipalità di Alessio.

## Località
Il comune è formato dall'insieme delle seguenti località:
- Balldre i Vjetër
- Mali Kakariq
- Gocaj
- Balldren i Ri
- Torovicë
- Malecaj
- Qendër Kakariq
- Koljaka